# Duplicaria copula
Duplicaria copula é uma espécie de gastrópode do gênero Duplicaria, pertencente a família Terebridae.